# Kanton Billère et Coteaux de Jurançon
Billère et Coteaux de Jurançon is een kanton van het Franse departement Pyrénées-Atlantiques. Het kanton maakt deel uit van het arrondissement  Pau.  

 Het telt 22.206 inwoners in 2018.

Het kanton  werd gevormd ingevolge het decreet van 25  februari 2014 met uitwerking op 22 maart 2015 met Billière als hoofdplaats.

## Gemeenten
Het kanton Billère et Coteaux de Jurançon omvat volgende gemeenten:
- Aubertin
- Billère
- Jurançon
- Laroin
- Saint-Faust